# Mark Jordan
Mark D. Jordan (* 1953) ist ein US-amerikanischer Schriftsteller und Theologe.

## Leben
Jordan wuchs in Dallas auf. Er besuchte die St. Mark's School of Texas und das St. John's College. An der University of Texas at Austin erwarb er einen Ph.D. Als Hochschullehrer unterrichtete er im Rahmen von Stiftungsprofessuren an der Emory University, an der Washington University in St. Louis und an der University of Notre Dame.
Als Hochschullehrer ist er seit 2009 an der Harvard Divinity School tätig. An der Harvard University bietet er Lehrveranstaltungen zu den westlichen Traditionen der christlichen Theologie, zum Verhältnis von Religion und Kunst oder Literatur und zu den Perspektiven der Sexualethik an. Seit 2019 ist er Mitglied der American Academy of Arts and Sciences.

## Werke (Auswahl)
- The Invention of Sodomy in Christian Theology, Chicago, 1997
- The Silence of Sodom: Homosexuality in Modern Catholicism, The University of Chicago Press, 2000
- The Ethics of Sex, Blackwell 2001
- Telling Truths in Church, Beacon 2002
- Rewritten Theology: Aquinas After His Readers, Blackwell 2005d
- Blessing Same-Sex Unions, Chicago 2005
- Recruiting Young Love: How Christians Talk about Homosexuality, Chicago 2011
- Convulsing Bodies: Religion and Resistance in Foucault, Stanford 2015
- Teaching Bodies: Traditions of Moral Formation in Thomas Aquinas, Fordham 2016

## Auszeichnungen und Preise (Auswahl)
- 2011: Randy Shilts Prize für Nonfiction
- Fulbright-Hays-Stipendium (Spanien)
- Luce-Stipendium für Theologie
- Stipendium der Ford Foundation
- Guggenheim-Stipendium